# Psychomorpha
Psychomorpha is een geslacht van vlinders van de familie uilen (Noctuidae), uit de onderfamilie Agaristinae.

## Soorten
- P. epimenis Drury, 1780
- P. euryrhoda Hampson, 1910